# Proglochin maculata
Proglochin maculata är en stekelart som först beskrevs av Karl-Johan Hedqvist 1959.  Proglochin maculata ingår i släktet Proglochin och familjen puppglanssteklar. Inga underarter finns listade i Catalogue of Life.